# Donje Dubrave
Donje Dubrave je malo mjesto u sastavu grada Ogulina. Nalazi se na tzv. Jozefinskoj cesti koja povezuje Karlovac sa Senjom. Kroz mjesto prolazi željeznička pruga koja spaja Zagreb i Rijeku.
Mjesto ima 249 stanovnika (2001.) koji pretežno rade u privatnim obrtima u okolnim Ogulinu i Karlovcu. Ogulin je udaljen oko 25 km a Karlovac 30 km.
U mjestu se nalazi osnovna škola koju je do 2005. pohađalo 5 učenika. Nakon toga škola je prestala s radom točno na 100-tu godišnjicu svog osnivanja 1905. Trenutno je škola zatvorena a osnovci, njih par, ide u školu u obližnji Generalski Stol, Tounj ili u Ogulin.

## Stanovništvo
Zaseoci Donjih Dubrava: Gornji Zatezali (Pernovići), Vucelići, Kukići, Mikašinovići, Vućki, Rebići, Požari, Donje Dubrave, Papići, Janjani, Mirići, Kršići, Jakovići, Mrkići, Dimići, Gnjatići, Purdeki i Donji Zatezali.
- 2001. – 249
- 1991. – 209 (Srbi – 192, Jugoslaveni – 9, Hrvati – 6, ostali – 2)
- 1981. – 240 (Srbi – 216, Jugoslaveni – 9, Hrvati – 5, ostali – 10)
- 1971. – 285 (Srbi – 270, Hrvati – 12, Jugoslaveni – 3)

## Povijest
Naseljeno je od pretpovijesnih vremena. Ime Donjih Dubrava prvi se put spominje 1658. Prostor koji je bio pust naseljen je kroz 17. i 18. stoljeće tj. za vrijeme Vojne krajine srpskim pravoslavnim stanovništvom pretežno iz Bosne koja je tada bila pod turskom okupacijom. Muškarci su većinom bili vojnici.

## Kultura, obrazovanje i sport
U mjestu djeluje pododbor SKD Prosvjete koji svojim radom pomaže mještanima na kulturnom ali i na ostalim područjima.
U centru mjesta nalazi se tzv. "zadružni dom" koji je oduvijek bio sjedište kulturnih manifestacija. Dom kulture je obnovljen. 

## Zaslužni ljudi
Rade Janjanin, Đuro Zatezalo

## Znamenitosti i zanimljivosti
Šumski potok Globornica odvaja mjesto od susjednih Gornjih Dubrava. 